# Helicteres brevispira
Helicteres brevispira là một loài thực vật có hoa trong họ Cẩm quỳ. Loài này được A.Juss. mô tả khoa học đầu tiên năm 1828.